# بيتر بنت بريغهام
بيتر بنت بريغهام (بالإنجليزية: Peter Bent Brigham)‏ هو شخصية أعمال أمريكي، ولد في 4 سبتمبر 1807 في بيكرسفيلد في الولايات المتحدة، وتوفي في 4 مايو 1877 في بوسطن في الولايات المتحدة.